# غالافي
غالافي (بالإنجليزية: Galafi)‏ هي منطقة سكنية في جيبوتي وتقع في إقليم دخيل يقدر عدد السكان في
غالافي، بـ 1,849 نسمة وترتفع عن مستوى سطح البحر 161 متر.

## المناخ
يظهر الجدول التالي التغييرات المناخية على مدار السنة لغالافي:
| البيانات المناخية لـغالافي               | البيانات المناخية لـغالافي | البيانات المناخية لـغالافي | البيانات المناخية لـغالافي | البيانات المناخية لـغالافي | البيانات المناخية لـغالافي | البيانات المناخية لـغالافي | البيانات المناخية لـغالافي | البيانات المناخية لـغالافي | البيانات المناخية لـغالافي | البيانات المناخية لـغالافي | البيانات المناخية لـغالافي | البيانات المناخية لـغالافي | البيانات المناخية لـغالافي |
| الشهر                                    | يناير                      | فبراير                     | مارس                       | أبريل                      | مايو                       | يونيو                      | يوليو                      | أغسطس                      | سبتمبر                     | أكتوبر                     | نوفمبر                     | ديسمبر                     | المعدل السنوي              |
| ---------------------------------------- | -------------------------- | -------------------------- | -------------------------- | -------------------------- | -------------------------- | -------------------------- | -------------------------- | -------------------------- | -------------------------- | -------------------------- | -------------------------- | -------------------------- | -------------------------- |
| متوسط درجة الحرارة الكبرى °م (°ف)        | 30.1 (86.2)                | 30.5 (86.9)                | 32.5 (90.5)                | 34.6 (94.3)                | 37.6 (99.7)                | 40.9 (105.6)               | 40.2 (104.4)               | 38.8 (101.8)               | 37.6 (99.7)                | 34.9 (94.8)                | 32.1 (89.8)                | 30.4 (86.7)                | 35.0 (95.0)                |
| متوسط درجة الحرارة الصغرى °م (°ف)        | 21.0 (69.8)                | 21.9 (71.4)                | 23.2 (73.8)                | 24.9 (76.8)                | 27.1 (80.8)                | 29.4 (84.9)                | 28.0 (82.4)                | 27.5 (81.5)                | 28.2 (82.8)                | 24.7 (76.5)                | 22.2 (72.0)                | 21.1 (70.0)                | 24.9 (76.9)                |
| الهطول مم (إنش)                          | 5 (0.2)                    | 6 (0.2)                    | 8 (0.3)                    | 9 (0.4)                    | 5 (0.2)                    | 2 (0.1)                    | 26 (1.0)                   | 38 (1.5)                   | 16 (0.6)                   | 4 (0.2)                    | 7 (0.3)                    | 3 (0.1)                    | 129 (5.1)                  |
| المصدر: Climate-Data.org, altitude: 161m |                            |                            |                            |                            |                            |                            |                            |                            |                            |                            |                            |                            |                            |